# Philodromus exilis
Philodromus exilis es una especie de araña cangrejo del género Philodromus, familia Philodromidae. Fue descrita científicamente por Banks en 1892.

## Distribución
Esta especie se encuentra en los Estados Unidos y Canadá.